# Vương Khuông (Lục Lâm)
Vương Khuông (chữ Hán: 王匡, ? – 25), người huyện Tân Thị, quận Giang Hạ, Kinh Châu , thủ lĩnh khởi nghĩa Lục Lâm cuối đời Tân.

## Khởi binh phản Tân
Năm Thiên Phượng thứ 4 (17), miền nam Trung Quốc mất mùa, phát sinh nạn đói. Vương Khuông, Vương Phượng vì tránh bị kiện cáo, tập hợp vài trăm người nổi dậy, được bọn Mã Vũ, Vương Thường, Thành Đan hưởng ứng; cùng nhau tấn công Ly Hương tụ , rồi trốn vào núi Lục Lâm . Vài tháng sau, lực lượng lên đến 7, 8 ngàn. 
Đầu năm Địa Hoàng thứ 2 (21), Kinh Châu mục (không rõ tên) phát 2 vạn quan quân đi tiễu phạt nghĩa quân. Bọn Vương Khuông đón đánh ở Vân Đỗ , đại thắng, giết mấy ngàn người, lấy hết quân nhu; sau đó đánh hạ Cánh Lăng . Nghĩa quân chuyển sang đánh Vân Đỗ, An Lục, cướp bóc tài sản, hãm hiếp phụ nữ rồi quay về Lục Lâm, lực lượng lên đến hơn 5 vạn, quan quân không làm gì nổi. 
Năm sau (22), trong núi phát sinh bệnh dịch, nghĩa quân chết quá nửa, bèn chia ra 2 lộ mà đi. Vương Khuông, Vương Phượng, Mã Vũ cùng bọn Chu Vĩ, Trương Ngang đi về phía bắc vào Nam Dương, được gọi là quân Tân Thị; quân Hạ Giang đi về phía tây vào Nam Quận; họ đều tự xưng là tướng quân. Tháng 7 ÂL, người thôn Bình Lâm  là Trần Mục, Liêu Trạm đưa mấy ngàn người (gọi là quân Bình Lâm) gia nhập quân Tân Thị ở Tùy Châu. Tông thất nhà Hán là Lưu Huyền có mặt trong cánh nghĩa quân này, làm An Tập duyện. Tháng 10 ÂL, bọn Lưu Diễn đưa quân Thung Lăng gia nhập nghĩa quân. Liên quân Tân Thị, Bình Lâm, Thung Lăng chiếm Trường tụ , rồi tấn công Tân Dã, giết Tân Dã úy (không rõ tên). Tiếp đó đánh hạ Đường Tử hương , dụ giết Hồ Dương huyện úy (không rõ tên), giành được rất nhiều tài vật. Trong khi đó quân Hạ Giang cũng đánh bại quan quân nhà Tân của Kinh Châu mục ở Thượng Đường. Tháng 11, liên quân đại bại bởi quan quân của bọn đại phu Chân Phụ, thuộc chính Lương Khâu Tứ ở Tiểu Trường An tụ thuộc huyện Dục Dương, bèn lui về Cức Dương. Tháng 12 ÂL, liên quân trong đêm tập kích Lam hương , giành được rất nhiều quân nhu, lương thảo của bọn Phụ, Tứ.  

## Phù lập Canh Thủy
Tháng giêng ÂL năm Địa Hoàng thứ 4 (23), nghĩa quân đánh bại và giết chết bọn Phụ, Tứ. Tiếp đó đánh bại quan quân của bọn tướng lãnh Nghiêm Vưu, Trần Mậu ở Dục Thủy , bọn Vưu, Mậu bỏ trốn. Nghĩa quân thừa thắng vây Uyển Thành. Tháng 2 ÂL, bọn thủ lĩnh Tân Thị, Bình Lâm đưa Lưu Huyền lên ngôi, là Canh Thủy đế; Khuông được phong làm Định quốc thượng công. Tháng 3 ÂL, quân Lục Lâm chiếm Côn Dương , Định Lăng , Yển . Tháng 5 ÂL, Lưu Diễn hạ Uyển Thành. Tháng 6 ÂL, nghĩa quân đại thắng hơn 40 vạn quan quân ở Côn Dương. Tháng 9 ÂL, Vương Khuông soái đại quân đánh hạ Lạc Dương, bắt bọn đại thần nhà Tân là thái sư Vương Khuông, quốc tướng Ai Chương. Đồng thời, nhân dân Trường An nổi dậy, giết Vương Mãng.  
Tháng 2 ÂL năm Canh Thủy thứ 2 (24), đế dời đô đến Trường An, đại phong công thần, Khuông được phong Bỉ Dương vương. 

## Đầu hàng Xích Mi
Tháng 3 ÂL năm thứ Canh Thủy 3 (25), nghĩa quân Xích Mi tây tiến áp sát Trường An của chính quyền Canh Thủy, trong khi bọn Vương Khuông bị tướng của Lưu Tú là Đặng Vũ đánh bại, chạy về Trường An. Trương Ngang đề nghị Canh Thủy đế lui về Uyển Thành ở phía đông để tập hợp lực lượng, bọn Khuông, Thân Đồ Kiến, Liêu Trạm tán thành, nhưng Canh Thủy đế nổi giận không theo. Tháng 6 ÂL, quân Xích Mi lập Kiến Thế đế Lưu Bồn Tử, Canh Thủy đế sai Vương Khuông, Trần Mục, Thành Đan, Triệu Manh đóng đồn ở Tân Phong, Lý Tùng theo sau để chống địch. Sau đó, Trương Ngang, Liêu Trạm, Hồ Ân, Thân Đồ Kiến cùng bọn Ngự sử đại phu Ngôi Hiêu mưu tính bắt ép Canh Thủy đế quay về miền đông; đế biết, lừa giết được Thân Đồ Kiến, nhưng bị bọn Trương đánh bại, chạy đến Tân Phong ở với Triệu Manh. Canh Thủy đế nghi ngờ bọn Khuông, bèn lừa giết Trần Mục, Thành Đan, còn Khuông chạy vào Trường An hợp quân với Trương Ngang. Lý Tùng, Triệu Manh đưa quân giao chiến với Khuông, Ngang liên tiếp mấy tháng, bọn Khuông thua chạy khỏi Trường An. Quân Xích Mi đến Cao Lăng, bọn Khuông ra hàng, hợp quân tấn công Trường An. Tháng 9 ÂL, bọn họ hạ được Trường An. Tháng 10 ÂL, quân Xích Mi giết Canh Thủy đế.  

## Cái chết
Trong năm ấy, Quang Vũ đế Lưu Tú sai thượng thư Tông Quảng cầm cờ tiết chiêu hàng Hoàng Phòng ở không xa Trường An. Khuông cùng Hồ Ân, Thành Đan ly khai Trường An, tìm gặp Quảng xin hàng, rồi theo Quảng về miền đông. Đến An Ấp , Quảng kết tội bọn Khuông "giữa đường muốn bỏ trốn", đem giết cả. 